# Talla
Talla é uma comuna italiana da região da Toscana, província de Arezzo, com cerca de 1 177 habitantes. Estende-se por uma área de 60 km², tendo uma densidade populacional de 20 hab/km². Faz fronteira com Capolona, Castel Focognano, Castiglion Fibocchi, Loro Ciuffenna.

## Demografia
| Variação demográfica do município entre 1861 e 2011                               |
|                                                                                   |
| Fonte: Istituto Nazionale di Statistica (ISTAT) - Elaboração gráfica da Wikipedia |